# Кенес (Байдібека район)
Кене́с (каз. Кеңес) — село у складі району Байдібека Туркестанської області Казахстану. Входить до складу Акбастауського сільського округу.
Населення — 637 осіб (2021; 783 у 2009, 731 у 1999, 678 у 1989).